# Tim Roth
Timothy Simon Roth, angleški filmski in televizijski igralec, režiser ter producent, * 14. maj 1961 London, Združeno Kraljestvo.
Roth je bil za svoj nastop v filmu Strel (1984) nominiran za nagrado BAFTA za najbolj obetavnega novinca. Od takrat je zaslovel s svojimi vlogami v filmih, kot so Kuhar, tat, njegova žena in njen ljubimec (1989) ter Vincent in Theo in Rozenkranc in Gildenstern sta mrtva (oba iz leta 1990). Roth je sodeloval s Quentinom Tarantinom pri razvoju več filmov, vključno s Stekli psi (1992), Šund (1994), Štiri sobe (1995) in Osovraženih osem (2015). Za svojo vlogo v filmu Rob Roy (1995) je Roth prejel nagrado BAFTA ter bil nominiran za oskarja in zlati globus.
Roth je režiral film Vojno območje (1999). Igral je Cala Lightmana v seriji Laži mi (2009–2011), Jima Wortha/Jacka Devlina v seriji Tin Star (2017–2020) in Emila Blonskyja/Abomination v Marvelovih filmih kot so Neverjetni Hulk (2008), Shang-Chi in legenda desetih prstanov (2021) in serijo Disney+ She-Hulk: Avocate (2022).
Roth je poročen z Nikki Butler, s katero ima tri otroke.